# マンボ

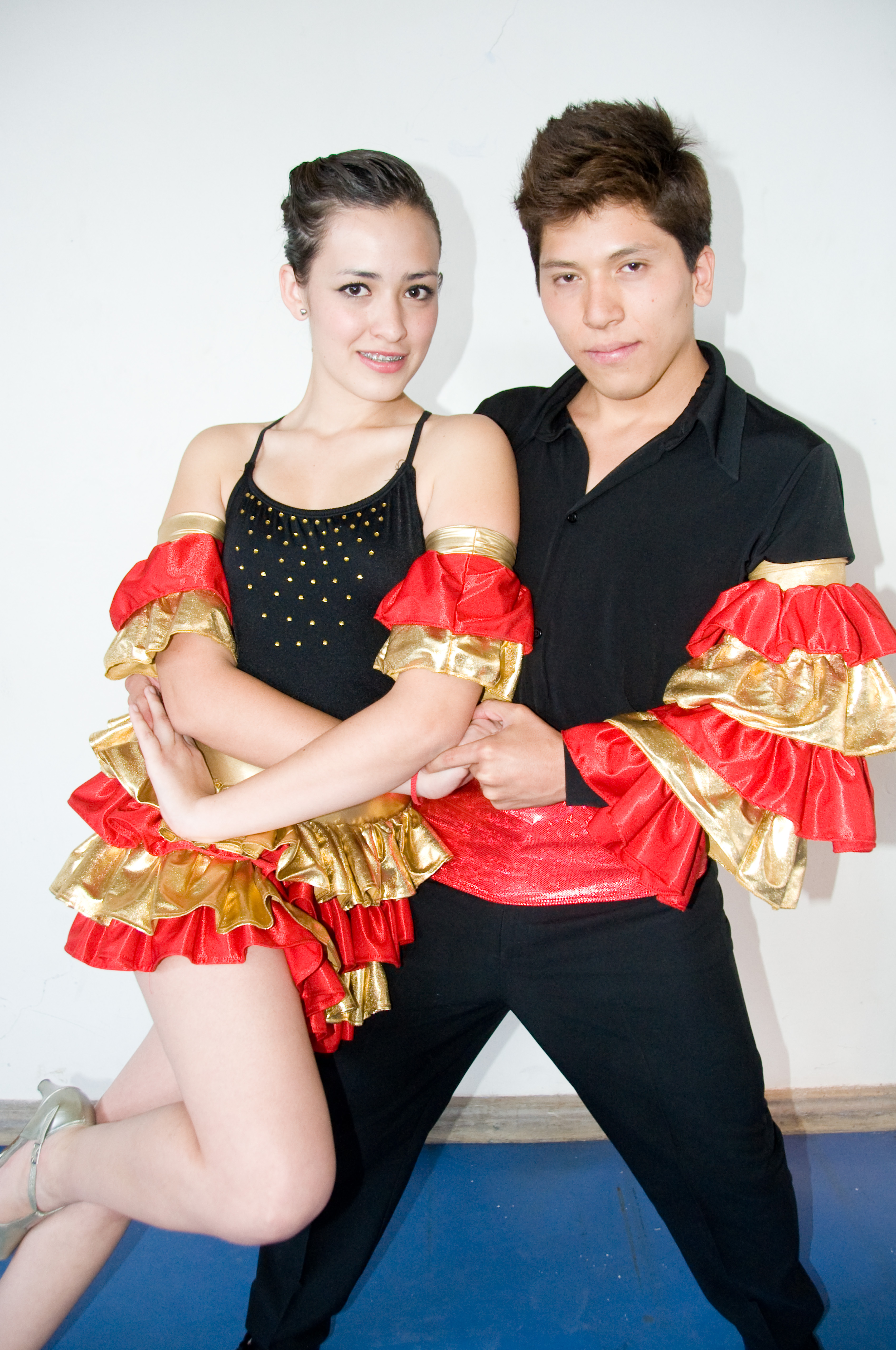
マンボのダンサー（メキシコの高校）

マンボ（Mambo）はラテン音楽の一つ。キューバの音楽形式でダンスのスタイル。

## 概要
Mamboという言葉とはハイチの土着宗教ブードゥー教の女司祭で「神との対話」の意味を持つ。この言葉が音楽ジャンルとして知られるようになったのは、1938年にオレステス・ロペス(Orestes López)とカチャオ・ロペス(Cachao López)により作られたダンソンの楽曲、Mamboに由来する。マンボは1930年代後半にキューバで流行していたルンバにジャズの要素を加える形で作られ、1940年代後半にペレス・プラードにより、ダンスのためのマンボとして世界的に知られた。ビッグバンド形態をとり、ホーン・セクションをリズム楽器として用いる。楽器の構成はコンガ、ボンゴ、ティンバレス、クラベス、ベース、ピアノ、トロンボーン、トランペット、サックスなどによる。
代表曲に「マンボNo.5」、「エル・マンボ」が挙げられる。

## 各国における受容

### 米国
マンボがキューバ国外にもたらされたのは、1950年代のキューバ革命に際してカチャオ・ロペスが米国に亡命したのが嚆矢（こうし）である。これにペレス・プラード楽団がジャズ調のブラス・セクションのアレンジを加え、ダンスのためのマンボとして世界的に知られた。ビッグバンド形態をとり、ホーン・セクションをリズム楽器として用いる。ポピュラー音楽界からはペリー・コモやナット・キング・コールによる「パパはマンボがお好き（パパ・ラブズ・マンボ）」などが発表された。

### ヨーロッパ
イタリアの女優ソフィア・ローレンが「マンボ・バカン」を発表した。

### 日本
日本におけるマンボの初演は、1940年代後半の占領期に進駐米軍への慰問興行を行ったサヴィア・クガート楽団が最初とされる。米軍キャンプ内ではラテン系の音楽が人気を博し、当時同じくキャンプ回りをしていたハナ肇とクレージーキャッツは当初はキューバン・キャッツと名乗っていた。この時点で、「エキゾチックでエロチック」というラテン音楽に対する米国と似たような通俗的な解釈も定着した。
通常の興行としてのマンボは、1950年、東京宝塚劇場における中山義夫による興業が最初の例である。レコード発売も続き、1952年には「マンボNo.5」の国内版が発売される。この年開始された洋楽紹介ラジオ番組S盤アワーのテーマ曲にプラートの「エル・マンボ」が選ばれる。
翌1953年秋、サヴィア・クガート楽団の来日公演が行われたが、その時楽曲のほとんどがマンボであったことから人気が再燃、東京キューバン・ボーイズを筆頭にマンボ・オーケストラが続々誕生した。1954年にはニューヨーク風のよりジャズ調に近い曲風がはやる。1955年、ペレス・プラードの出演映画『海底の黄金』の公開で「セレソ・ローサ」が大ヒット、日本のマンボ人気は頂点に達する。1956年9月、セレソ・ローサの訪日公演が実現する。
また1955年6月には雪村いづみがマンボ・イタリアーノをカバーしたが、その後、民放ラジオで視聴者参加型番組ののど自慢番組が大流行し、それらの番組でマンボ・イタリアーノなどのマンボを唄う若い女性（マンボ娘）が増えたとされる。その後、同年11月には前述の雪村いづみを含む三人娘の主演するミュージカル映画「ジャンケン娘」が主題歌にオリジナルのマンボ『ジャンケン娘』を採用し、三人娘は前述のセレソ・ローサの両国国技館での最終3日間公演でもそれぞれ前座をつとめた。
マンボ楽曲のマーケティングにおいて特徴的な面は、ダンスホールを講師が巡回し、ダンス講習会が開かれたことである。以降も、舶来のダンスジャンルの楽曲が輸入された時には、同様の宣伝方法がとられるようになる。この若者を中心とした新しい文化はマンボ族と呼ばれ世間一般の風当たりは強かったが、芸術家の岡本太郎は「踊りは近代と原始をミックスした魅力がある」と絶賛、積極的に擁護した。
1957年にカリプソが流行すると、マンボ人気は徐々に衰えてゆく。プラードは時を同じくして流行したロカビリーと融合させた「ロカンボ」を発明、米国ではヒットした。しかしながら、ロカンボは日本には浸透せず、代わりに日本ではドドンパ（別名フィリピン・マンボ）ブームが起き、1960年前後に登場した六本木の若者（六本木族）もドドンパを踊るのが一般的となっていった。
またファッションでも1955年前後よりマンボズボン（動きの早い踊りに対応できる細身のズボン）を初めとするマンボ・スタイルが流行していったが、1960年代にはマンボズボンが衰えて、代わりにベルボトム（ラッパズボン）が流行していった（その後、ラッパズボンは1960年代後半に登場したフーテン族のトレードマークともなる）。

## 代表的なアーティスト
- ペレス・プラード
- ザビア・クガート
- ティト・プエンテ
- ティト・ロドリゲス
- 殿さまキングス

## Video
- Documentary 52': MAMBO